# My Generation
My Generation je album prvijenac britanske grupe The Who. Album je izašao u Engleskoj, u prosincu 1965. godine, dok je u SAD-u izašao u travnju 1966. godine pod nazivom The Who Sings My Generation s drugačijim omotom i ponekim promjenama na listi pjesama. 

## Popis pjesama
My Generation (britanska verzija)
Strana A
1. "Out in the Street" – 2:31
2. "I Don't Mind" (James Brown) – 2:36
3. "The Good's Gone" – 4:02
4. "La-La-La-Lies" – 2:17
5. "Much Too Much" – 2:47
6. "My Generation" – 3:18

Strana B
1. "The Kids Are Alright" – 3:04
2. "Please, Please, Please" (Brown/John Terry) – 2:45
3. "It's Not True" – 2:31
4. "I'm a Man" (McDaniel) – 3:21
5. "A Legal Matter" – 2:48
6. "The Ox" (Townshend/Moon/Entwistle/Hopkins) – 3:50

The Who Sings My Generation (američka verzija)
Strana A
1. "Out in the Street" – 2:31
2. "I Don't Mind" (Brown) – 2:36
3. "The Good's Gone" – 4:02
4. "La-La-La-Lies" – 2:17
5. "Much Too Much" – 2:47
6. "My Generation" – 3:18

Strana B
1. "The Kids Are Alright" – 2:46
2. "Please, Please, Please" (Brown/John Terry) – 2:45
3. "It's Not True" – 2:31
4. "The Ox" (Townshend/Moon/Entwistle/Hopkins) – 3:50
5. "A Legal Matter" – 2:48
6. "Circles" – 3:12 (na pojavljuje se na originalnoj britanskoj verziji)